# Carl Paeschke
Carl Robert Fritz Paeschke (* 17. Oktober 1895 in Kriescht, Neumark; † 14. Dezember 1983 in Zürich) (Pseudonym Angelus) war ein deutscher Journalist und Maler.

## Leben und Tätigkeit
Paeschke war ein Sohn des Kaufmanns Friedrich Wilhelm Paeschke (1868–1906) und seiner Ehefrau Helene Henriette Marie Paeschke geb. Engel (1872–1937).
Nach dem Besuch der Mittelschule war Paeschke Sanitätssoldat im Ersten Weltkrieg und arbeitete nach Kriegsende als freier Journalist, u. a. für die linksgerichtete Weltbühne und die Welt am Abend. 1926 trat er in die Sozialdemokratische Partei ein. Von 1929 bis 1932 war er Redakteur für sozialdemokratische Zeitungen wie das Neumärkische Volksblatt und den Proletarier aus dem Eulengebirge. Als Pazifist gehörte er einschlägigen Organisationen wie dem Bund Neues Vaterland und der Deutschen Liga für Menschenrechte an.
Im August 1932 entging Paeschke knapp einem Sprengstoffanschlag durch Angehörige der schlesischen SA und SS: Als der Attentäter, der SS-Mann Kurt Jaehnke (1904–1932), im Begriff war, den Sprengsatz auf Paeschkes Wohnung im Pulverweg im schlesischen Reichenbach zu werfen, sprengte er sich versehentlich selbst in die Luft. Im nachfolgenden Schweidnitzer Sprengstoffprozess im November 1932 vor dem Landgericht in Schweidnitz wurden ein SA-Mann als Mittäter und zwei weitere wegen Beihilfe zu Gefängnisstrafen verurteilt. Vier höhere SA-Führer, darunter der Befehlshaber der schlesischen SA Edmund Heines und sein Stabsführer Hans Hayn, wurden wegen Begünstigung der Täter zu Haftstrafen verurteilt. Heines und Hayn wurden jedoch durch ihre Immunität als Reichstagsabgeordnete davor geschützt, diese antreten zu müssen.
Nach der Machtergreifung der Nationalsozialisten zu Anfang des Jahres 1933 hielt Paeschke sich zunächst verborgen. Im März 1933 floh er in die Schweiz. Er überquerte die Grenze am 20. März und traf am 22. März 1933 in Zürich ein. Er wurde als politischer Flüchtling anerkannt und durfte sich dauerhaft in Zürich niederlassen. Hier arbeitete er, da die Schweizer Behörden ihm als politischen Emigranten ein Arbeitsverbot auferlegten, unter Pseudonymen (Angelus, Florentin, Germanicus) für die Neue Zürcher Zeitung und das Volksrecht. Außerdem betätigte er sich als Nachrichtenübermittler in Verbindung mit der SOPADE und der Schweizer Sozialdemokratie.
Am 3. März 1936 wurde Paeschke in Deutschland gemäß dem Gesetz über den Widerruf von Einbürgerungen und die Aberkennung der deutschen Staatsangehörigkeit ausgebürgert und seine Ausbürgerung im Reichsanzeiger veröffentlicht.
1940 nahm er an einem Wettbewerb der Harvard University teil, der autobiografische Berichte zum Thema „My Life in Germany before and after January 30, 1933“ („Mein Leben in Deutschland vor und nach dem 30. Januar 1933“) suchte. Unter den ca. 230 Einsendungen erhielt Paeschke die Hälfte des Ersten Preises, 250 US$, eine damals sehr hohe Summe.
Während der Kriegsjahre war Paeschke Mitglied und zeitweise im Vorstand der Kulturgemeinschaft der Emigranten in Zürich.
In der Nachkriegszeit lebte Paeschke in Ascona. Er betätigte sich nun als Kunstmaler. Zu dieser Zeit gehörte er u. a. dem Schutzverband deutscher Schriftsteller an.
Paeschkes Nachlass wird heute im Institut für Zeitgeschichte in München verwahrt. Dieser umfasst Korrespondenzen, Materialsammlungen sowie politische und literarische Manuskripte.

## Ehe und Familie
Paeschke war verheiratet mit Anna Elisabeth Schulz (* 12. Juni 1902).